# 자오지핑
자오지핑(赵季平, Zhào Jìpíng, 1945년 8월 ~)은 중국의 작곡가이다.

## 삶
핑량 시에서 태어나, 시안 음악원, 북경 중앙음악학원을 졸업했다. 2009년에 중국 음악가 협회의 회장이 되었다.
영화 음악을 많이 만들었다.

## 작품
- 패왕별희
- 신삼국지